# Valeria Bertuccelli
Mónica Valeria Bertuccelli (San Nicolás de los Arroyos, 30 de noviembre de 1969) es una actriz, directora y guionista argentina.

## Carrera actoral
Dio sus primeros pasos en el teatro underground en el reconocido Parakultural, para luego pisar las tablas del Teatro General San Martín y el Teatro Nacional Cervantes. En la televisión, debutó con Carola Casini y siguió con Gasoleros, Cuatro amigas y la telenovela Máximo corazón. 
Luego actuó en 1000 boomerangs, Los guantes mágicos, de Martín Rejtman, Luna de Avellaneda, de Juan José Campanella, y Hermanas, de Julia Solomonoff. Sus últimas películas fueron un éxito a nivel nacional, superando a los estrenos de Hollywood: Un novio para mi mujer, en la que actúa junto a Adrián Suar y el Puma Goity y luego Belgrano en donde tiene uno de los roles protagónicos interpretando a María Josefa Ezcurra.
En 2011, obtuvo el Premio Konex Diploma al Mérito como una de las cinco mejores actrices de cine de la década en la Argentina.
En 2012, protagonizó junto a Jorge Drexler una comedia titulada La suerte en tus manos. También en el mismo año protagonizó la película Ni un hombre más.
En 2013, protagonizó, junto a Elena Anaya, la película Pensé que iba a haber fiesta. Junto a Daniel Hendler, Juan Leyrado y Pablo Rago protagonizó Vino para robar de Ariel Winograd.

## Vida personal
Nació en San Nicolás de los Arroyos, provincia de Buenos Aires, siendo la mayor de tres hermanos. 
A los 14 años llegó junto a su familia a la ciudad de Buenos Aires, después de un breve paso por Wollongong (Australia) y la provincia de Córdoba (Argentina).
Desde 1994 está casada con el músico Vicentico, cantante de Los Fabulosos Cadillacs, a quien conoció durante el rodaje de la película 1000 boomerangs (1995). Tienen dos hijos: Florian, nacido en 1995 y Vicente, nacido en 2007. Entre las canciones que su esposo le dedicó se encuentra "C.J." de Los Fabulosos Cadillacs. En 2012 su marido se tatuó su nombre en su mano y dicha imagen fue la tapa de su disco solista 5.

## Filmografía

### Cine
| Año  | Título                            | Personaje              | Director                                |
| ---- | --------------------------------- | ---------------------- | --------------------------------------- |
| 1995 | 1000 boomerangs                   |                        | Mariano Galperin                        |
| 1999 | Silvia Prieto                     | Brite                  | Martín Rejtman                          |
| 1999 | Alma mía                          | Fanny                  | Daniel Barone                           |
| 2003 | Extraño                           | Erika                  | Santiago Loza                           |
| 2003 | Los guantes mágicos               | Valeria                | Martín Rejtman                          |
| 2004 | Luna de Avellaneda                | Cristina               | Juan José Campanella                    |
| 2005 | Hermanas                          | Elena Levín            | Julia Solomonoff                        |
| 2006 | Mientras tanto                    | Eva                    | Diego Lerman                            |
| 2007 | La antena                         | Hijo del Sr. TV        | Esteban Sapir                           |
| 2007 | Hotel Tívoli                      | Eva                    | Antón Reixa                             |
| 2007 | XXY                               | Suli                   | Lucía Puenzo                            |
| 2008 | Lluvia                            | Alma                   | Paula Hernández                         |
| 2008 | Un novio para mi mujer            | Andrea "La Tana" Ferro | Juan Taratuto                           |
| 2010 | Belgrano                          | María Josefa Ezcurra   | Sebastián Pivotto                       |
| 2011 | Viudas                            | Adela                  | Marcos Carnevale                        |
| 2012 | La suerte en tus manos            | Gloria                 | Daniel Burman                           |
| 2012 | Ni un hombre más                  | Karla                  | Martín Salinas                          |
| 2013 | Pensé que iba a haber fiesta      | Lucía                  | Victoria Galardi                        |
| 2013 | Vino para robar                   | Natalia/Mariana        | Ariel Winograd                          |
| 2013 | Todos queremos lo mejor para ella | Mariana                | Mar Coll                                |
| 2016 | Me casé con un boludo             | Florencia Córmik       | Juan Taratuto                           |
| 2018 | La reina del miedo                | Robertina              | Valeria Bertuccelli y Fabiana Tiscornia |
| 2020 | El cuaderno de Tomy               | María Vázquez          | Carlos Sorín                            |
| 2024 | Culpa cero                        | Berta Müller           | Valeria Bertuccelli                     |

### Televisión
| Año  | Título              | Personaje                            | Notas                               |
| ---- | ------------------- | ------------------------------------ | ----------------------------------- |
| 1997 | Carola Casini       | La Gringa                            |                                     |
| 1997 | Verdad consecuencia | Renata                               |                                     |
| 1999 | Gasoleros           | Elbita                               |                                     |
| 2000 | Por ese palpitar    | Julia                                |                                     |
| 2001 | Cuatro amigas       | Rita Giménez                         |                                     |
| 2002 | Tiempo final        | María                                | Episodio. 55: "Noche real" (3.12)   |
| 2002 | Máximo corazón      | Luján Robledo de López Paz-Matinelli |                                     |
| 2005 | Mujeres asesinas    | Marta Bogado                         | Episodio. 11: "Marta Bogado, madre" |
| 2006 | Vientos de agua     | Lucía                                |                                     |
| 2016 | Showmatch           | Ella misma                           | Sketch de apertura                  |
| 2017 | Showmatch           | Vestuarista                          | Sketch de apertura                  |
| 2018 | Showmatch           | Ella misma                           | Sketch de apertura                  |
| 2018 | El host             | Ella misma                           | Participación especial              |

### Videos musicales
| Año  | Título                | Artista(s)              |
| ---- | --------------------- | ----------------------- |
| 1997 | «El muerto»           | Los Fabulosos Cadillacs |
| 1999 | «Los condenaditos»    | Los Fabulosos Cadillacs |
| 2000 | «Vos sabés»           | Los Fabulosos Cadillacs |
| 2000 | «C.J.»                | Los Fabulosos Cadillacs |
| 2003 | «Culpable»            | Vicentico               |
| 2008 | «Carnaval de Brasil»  | Andrés Calamaro         |
| 2013 | «No te apartes de mí» | Vicentico               |

## Discografía
| Año  | Álbum      | Artista                 | Detalles                                             |
| ---- | ---------- | ----------------------- | ---------------------------------------------------- |
| 1995 | Rey azúcar | Los Fabulosos Cadillacs | Voz («Saco azul»)                                    |
| 2012 | 5          | Vicentico               | Voz («No te apartes de mí») Voz («Esto de quererte») |